# Carillon à vent

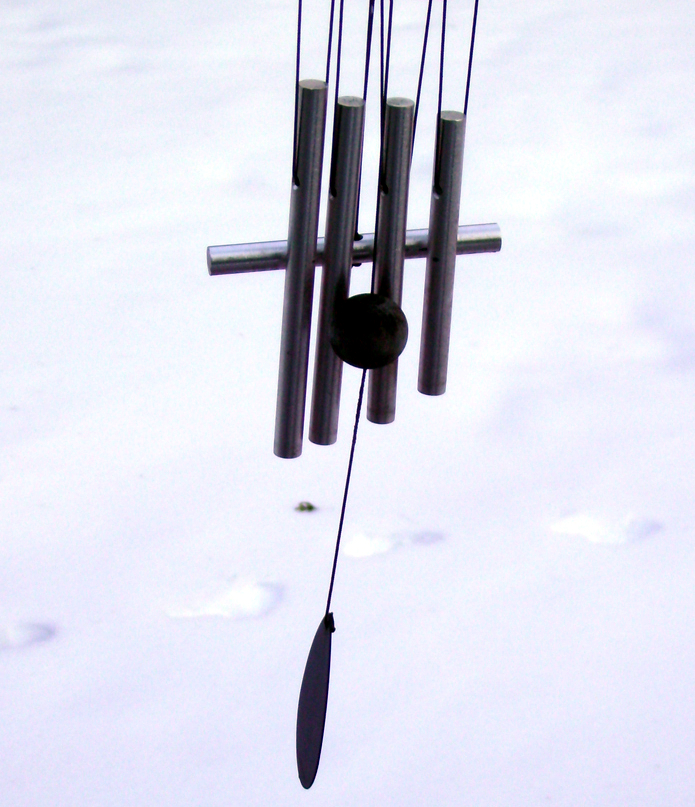
Carillon à vent

Un carillon à vent ou carillon éolien est un carillon suspendu qui produit des sons grâce au vent, de manière aléatoire, sans intervention humaine autre que l'installation. Il est constitué de tubes, lamelles, cloches ou autres objets suspendus. Il peut être en bois, en bambou, en métal, en verre, etc.

## Diverses cultures
Il existe des carillons à vent dans de nombreuses cultures, sans qu'on puisse actuellement donner une origine spécifique à cette tradition, tant elle est répandue, et proche d'autres dispositifs sonores éoliens, comme là comme la cloche éolienne fūrin 風鈴 japonaise.
La cloche ou clochette portée par les animaux (bovins, ovins, caprins), en bois ou en métal, peut lui être comparée, dans la mesure où le son individuel et surtout collectif se réalise sans intervention humaine : sonnaille, clarine. L'usage musical humain de l'instrument en dérive : sonnaille (instrument), glockenspiel, cencerro, cowbell, gonguê, agogô, skrabalai (en).